# Marcenay
Marcenay ist eine französische Gemeinde mit 98 Einwohnern (Stand: 1. Januar 2022) im Département Côte-d’Or in der Region Bourgogne-Franche-Comté. Sie gehört zum Kanton Châtillon-sur-Seine und zum Arrondissement Montbard.
Nachbargemeinden sind Griselles im Nordwesten, Villedieu im Norden, Larrey im Nordosten, Bissey-la-Pierre im Südosten und Laignes im Südwesten.

## Bevölkerungsentwicklung
| Jahr                       | 1962 | 1968 | 1975 | 1982 | 1990 | 1999 | 2008 | 2016 |
| -------------------------- | ---- | ---- | ---- | ---- | ---- | ---- | ---- | ---- |
| Einwohner                  | 210  | 188  | 149  | 145  | 130  | 116  | 114  | 100  |
| Quellen: Cassini und INSEE |      |      |      |      |      |      |      |      |

## Sehenswürdigkeiten

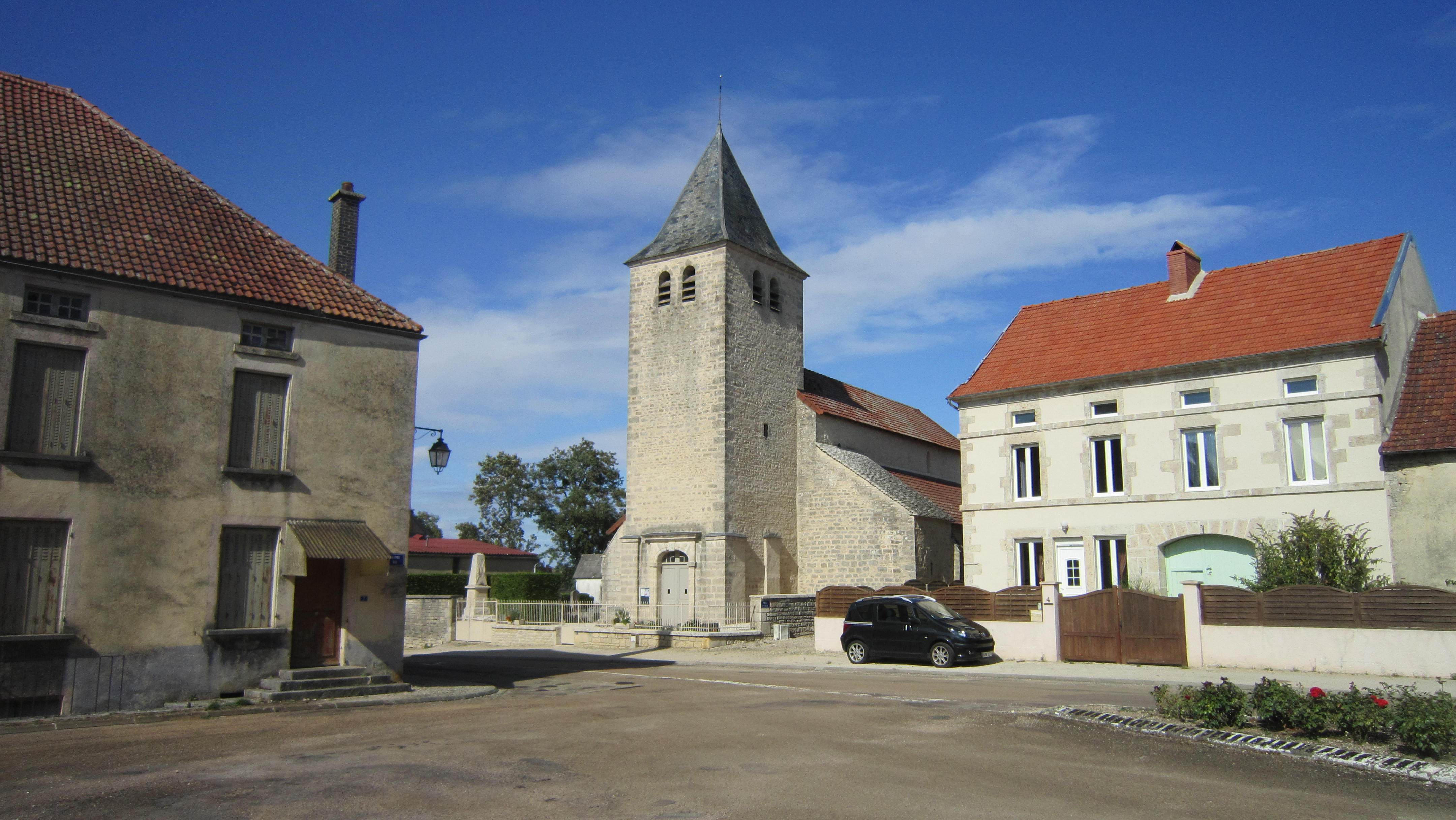
Kirche Saint-Vorles

- Kirche Saint-Vorles, seit 1925 ein Monument historique